# آنارشیسم جمع‌گرا
آنارشیسم جمع‌گرا، دکترین آنارشیسم انقلابیست که پیرو نظریه پایان دادن به سلطهٔ دولت و مالکیت خصوصی حاکم بر ابزار تولید است و در عوض مروج مالکیت و اداره اشتراکی ابزار تولید به وسیله پردازندگان کار است.